# Henri Deberly
Henri Deberly (n. 28 mai 1882, Amiens, Franța – d. 23 august 1947, Viroflay⁠(d), Seine-et-Oise, Franța) a fost un scriitor francez care a câștigat Premiul Goncourt în 1926 pentru romanul Le Supplice de Phèdre.

## Biografie
Henri Deberly a fost fiul lui Albert Deberly (1844-1888), deputat de Somme din 1885 până în 1888.
Este înmormântat în Viroflay. Stela sa funerară, foarte avangardistă, este realizată de René Iché.

## Opera
- 1911 : Élégies et sonnets
- 1920 : Un homme et un autre
- 1923 : L'Impudente, Nouvelle Revue française
- 1924 : Prosper et Broudilfagne
- 1925 : Pancloche, Cinquième édition
- 1925 : L'Ennemi des siens, Nouvelle Revue Française
- 1926 : Le Supplice de Phèdre, Nouvelle Revue Française, Premiul Goncourt
- 1927 : Luce et Thierry, Nouvelle Revue Française
- 1929 : Tombes sans lauriers, Nouvelle Revue Française
- 1930 : Auguette Le Main, Nouvelle Revue Française
- 1931 : L'Agonisant ..., éditions Gallimard
- 1935 : La Maison des trois veuves, éditions Gallimard
- 1937 : La Comtesse de Farbus, éditions Gallimard
- 1939 : La Pauvre Petite Madame Chouin